# Gare du Pas (Canada)
La  gare du Pas (en anglais : The Pas railway station), est une gare ferroviaire canadienne, Elle est située à proximité du centre de la ville du Pas, dans la province de Manitoba.
Elle est mise en service en 1928 par le Canadien National. Elle dispose du bâtiment voyageurs d'origine reconnu gare ferroviaire patrimoniale du Canada en 1992.
Gare voyageurs Via Rail Canada, elle est desservie par le train Winnipeg - Churchill.

## Situation ferroviaire
Établie à 265 mètres d'altitude, la gare du Pas est une gare de bifurcation, aboutissement de la ligne venant de Winnipeg et origine de la ligne principale du Chemin de fer de la Baie d'Hudson, vers Churchill, et de l'embranchement vers la gare de Pukatawagan.

## Histoire
La gare du Pas est mise en service en 1928 par le Canadien National. Elle est établie près du centre de la ville et dispose d'un important bâtiment voyageurs.

## Service des voyageurs

### Accueil
Gare Via Rail Canada, dite « gare de The Pas », elle dispose d'un guichet ouvert les lundis, mercredis, vendredis, samedis et dimanches.

### Desserte
Le Pas est desservie par le train Winnipeg - Churchill, sur les relations Winnipeg - Churchill et Le Pas - Churchill.

### Intermodalité
Le stationnement des véhicules est possible à proximité.

## Patrimoine ferroviaire
Son bâtiment voyageurs d'origine est reconnu, le 1er avril 1992 gare ferroviaire patrimoniale du Canada.